# Rheumaptera subfasciata
Rheumaptera subfasciata là một loài bướm đêm trong họ Geometridae.